# Звёздный десант: Хроники
«Звёздный десант: Хроники» (англ. Roughnecks: Starship Troopers Chronicles) — американский анимационный телесериал, снятый по роману Роберта А. Хайнлайна «Звёздный десант» 1959 года и фильму Пола Верховена «Звёздный десант» 1997 года. Верховен был исполнительным продюсером сериала. В нём рассказывается о подвигах отряда мобильной пехоты «Головорезы Разака» во время войны между недавно объединившимся человечеством и внеземной расой, известной как «Жуки», также иногда называемой арахнидами. Сериал в основном фокусируется на миссиях «Головорезов», а не на более масштабной войне.
Сериал транслировался в США и Канаде в течение одного сезона в синдицированном блоке Bohbot Kids Network, начиная с 30 августа 1999 года и по 3 апреля 2000 года. Позже его показывали Sci-Fi Channel в США (вместе с остальной частью блока BKN) и Teletoon в Канаде. Весь сериал был доступен на стриминг-сервисе Crackle в США, включая несколько мини-эпизодов.
Сериал сочетает в себе элементы фильма Верховена и оригинального романа, такие как внеземная раса, известная как «скины», силовые бронированные костюмы и десантные капсулы. Сериал также добавляет некоторые оригинальные элементы (например, война начинается на Плутоне), опуская политические аспекты оригинального произведения и фильма.

## Сюжет
С тяжёлыми боями военно-космические силы земли теснят полчища своих злейших врагов — огромных насекомых из глубин вселенной. Самые лучшие десантники под командованием лейтенанта Разака высаживаются на водную планету Гидора с заданием уничтожить на ней скопление мерзких жуков.
Они ещё не знают, что опасная, но рутинная «зачистка» станет для них настоящим кошмаром, когда вместо обычного гнездилища пауков они обнаружат колоссальную смертоносную и злобную матку, контролирующюю все полчища насекомоподобных существ.

## В ролях
- Николас Гест[англ.] — майор Зандер Баркалоу
- Билл Фагербакки — капрал Джефф Госсард
- Джеймс Хоран[англ.] — капрал Ричард «Док» Лекруа
- Рино Романо[англ.] — Джонни Рико
- Александр Полински[англ.] — Роберт Хиггинс
- Элизабет Дэйли — Диззи Флорес
- Райдер Стронг — Карл Дженкинс
- Дэвид Делуиз — Франсис Брутто
- Джеми Ханес
- Ди Бредли Бейкер
- Тиш Хикс — Кармен Ибаньез
- Томас Вагнер — командир Марлоу
- Стив Стейли[англ.] — Тифаи
- Р. Ли Эрми — небесный маршал Санчес
- Ирен Бедард — генерал Мириам Красное Крыло
- Клэнси Браун — Чарли Зим
- Александра Ади — Доктор
- Майкл Хэррингтон
- Эд Хопкинс
- Майкл Чиклис — лейтенант Росс